# 링감

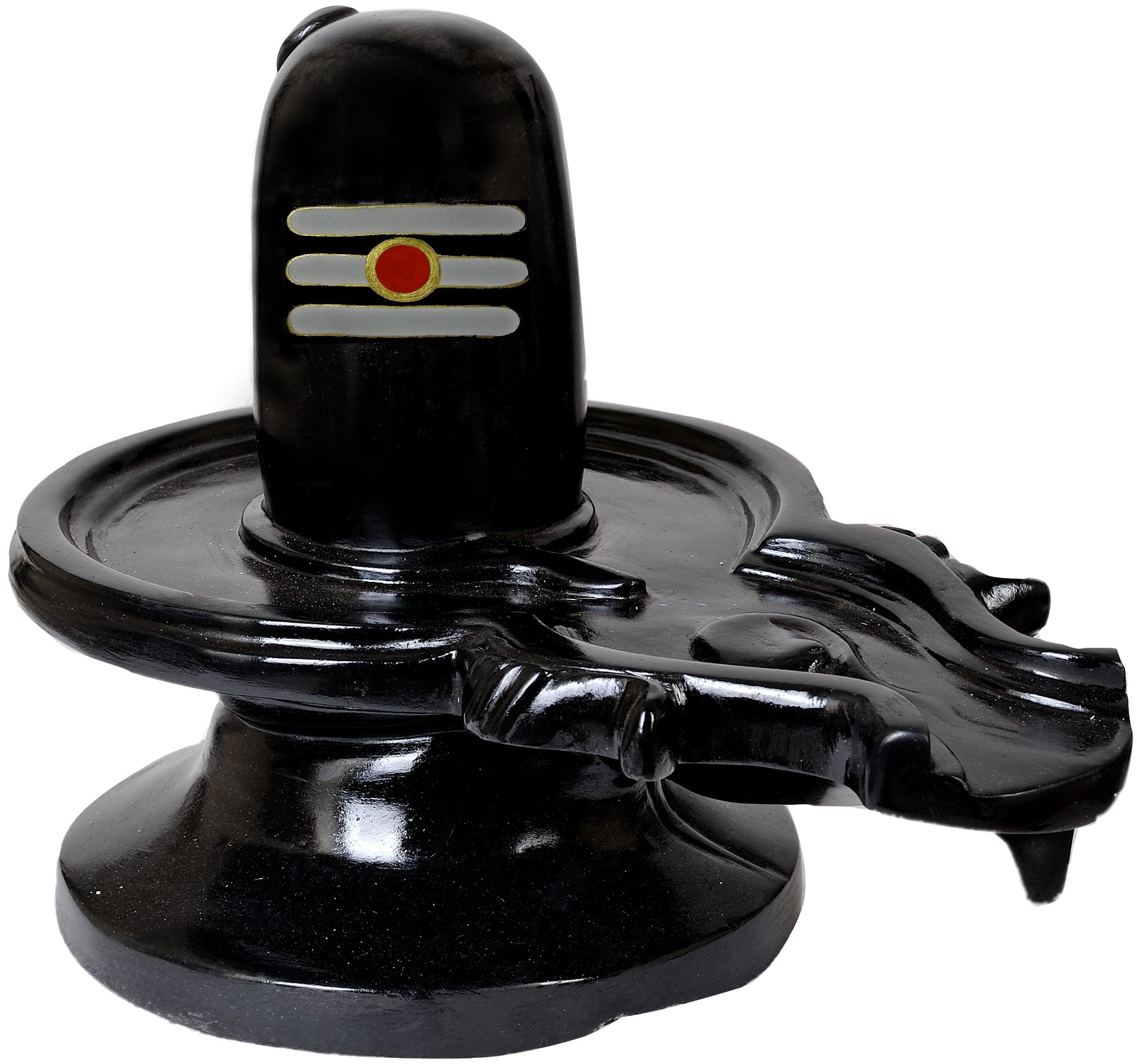
트리푼드라의 시바 링엄

링감(lingam , लिङ्गम  IAST: liGga 글자상 의미는 “상징, 기호 또는 표시”)는 때때로 링가(linga) 또는 시바 링가(Shiva linga)로 언급되기도 하며, 시바교에서 힌두교의 신 시바를 추상적이거나 비정형적으로 표현한 것이다. 그것은 전형적으로 시바에게 바쳐진 힌두교 사원의 일차적인 벽화나 컬트 이미지로, 더 작은 사당에서도 발견되거나, 자기 관리된 자연물로도 발견된다. 링엄은 종종 원반 모양의 연단으로 표현된다. 링가야츠는 이스탈링가라고 불리는 목걸이 안에 링엄을 낀다.
‘링엄’은 신과 신의 존재를 나타내는 ‘증거, 증명’이라는 뜻을 가진 산스크리트어 본문에서 추가로 발견된다. 인도 아대륙과 동남아시아의 고고학 유적지에서 발견된 링엄 우상에는 요니 안에 세워진 단순한 원통, 하나 이상의 묵하(얼굴)와 같은 조각으로 둥근 기둥, 구디말람과 같은 팔루스의 해부학적, 사실적 표현이 포함된다. 시바교 전설에서 그 용어는 정신적 우상의 한 형태로 간주된다.